# Joy to the World (Faith Hill)
Joy to the World è il primo album in studio natalizio e il settimo in assoluto della cantante di musica country statunitense Faith Hill, pubblicato nel 2008.

## Tracce
1. Joy to the World – 2:15 (Isaac Watts)
2. What Child Is This? – 3:37 (William Chatterton Dix)
3. Santa Claus Is Coming to Town – 2:46 (John Frederick Coots, Haven Gillespie)
4. Little Drummer Boy – 3:06 (Katherine Davis, Henry Onorati, Harry Simeone)
5. O Come All Ye Faithful – 3:47 (John Francis Wade)
6. Holly Jolly Christmas – 2:16 (Johnny Marks)
7. Away in a Manger – 3:15 (James Murray)
8. O Holy Night – 4:59 (Adolphe Adam, Placide Cappeau)
9. Winter Wonderland – 2:39 (Felix Bernard, Richard Smith)
10. Silent Night – 3:11 (Franz Gruber)
11. A Baby Changes Everything – 4:52 (Craig Wiseman, Tim Nichols)